# Rodnîkova Huta, Svaleava
Rodnîkova Huta (în ucraineană Родникова Гута) este un sat în comuna Rodnîkivka din raionul Svaleava, regiunea Transcarpatia, Ucraina.

## Demografie
Componența lingvistică a localității Rodnîkova Huta
     Ucraineană (96,07%)
     Slovacă (3,73%)
Conform recensământului din 2001, majoritatea populației localității Rodnîkova Huta era vorbitoare de ucraineană (96,07%), existând în minoritate și vorbitori de slovacă (3,73%).